# Ла-156
Ла-156 (по классификации НАТО — Type 5) — Первый реактивный истребитель с форсированным двигателем создан ОКБ-301 под руководством С. А. Лавочкина. Совершил первый полёт в марте 1947 года.

## История создания

### Разработка
В 1946 году было разработано устройства дожига топлива для РД-10. Усовершенствованный двигатель, созданный инженерами ОКБ Лавочкина И. А. Меркуловым, В. И. Нижним и Б. И. Романенко получил обозначение РД-10ЮФ (ЮМО — форсированный). В форсажном режиме двигатель развивал на стенде тягу в 1240 кгс, что более чем на треть превосходило тягу оригинала.
22 ноября 1946 года началось проектирование самолёта «152Д» (Д — дублёр) под новый двигатель. 23 декабря обозначение сменилось на «156». Кроме нового двигателя, эта машина отличалась от Ла-152 увеличенной площадью крыла и объёмом топливных баков. Разработка самолёта «156» велась в инициативном порядке, вместо «154», работы по которому остановились в связи с неготовностью двигателя А. М. Люльки ТР-1.

### Испытания
С февраля 1947 года испытания проводились на аэродроме ЛИИ. Первый полет был совершён 1 марта 1947 года летчиком С. Ф. Машковским; вторая машина «156-2» была испытана 28 марта Н. Кривошеиным. Форсажный режим в первых испытаниях не включался, лишь 10 апреля он был опробован на первом самолёте в воздухе, а 12 апреля — при взлёте. Заводские испытания, завершившиеся 20 августа 1947 года, показали, что скорость истребителя существенно увеличилась, на 40-72 км/ч в зависимости от высоты. Всего в ходе заводских испытаний было выполнено 62 полёта.
В конце апреля самолёт был представлен для государственных испытаний в НИИ ВВС. В ходе испытаний возникли проблемы с выходом опор шасси, в результате чего было совершено две аварийные посадки. В ходе испытаний доработали форсажную камеру, повысив её надежность. Максимальная скорость — 905 км/ч — была зафиксирована на высоте 2000 м. Кроме этого, в рамках госиспытаний были проведены воздушные бои с истребителем МиГ-9, которые показали превосходство Ла-156. В ходе их было установлено, что в режиме форсажа повышается как горизонтальная, так и вертикальная маневренность самолёта. Самолёт не был запущен в производство и использовался в качестве опытного, так как схема истребителя с прямым крылом уже считалась бесперспективной.

## Тактико-технические характеристики
Приведены данные государственных испытаний.
Источник данных: Gordon, 2002.

Технические характеристики
- Экипаж: 1 пилот
- Длина: 9,12 м
- Размах крыла: 8,52 м
- Высота:
- Площадь крыла: 13,24 м²
- База шасси: 1,972 м
- Колея шасси: 1,76 м
- Масса пустого: 2398 кг
- Нормальная взлётная масса: 3521 кг
- Масса топлива во внутренних баках: 756 кг
- Силовая установка: 1 × ТРДФ РД-10ЮФ
  - Бесфорсажная тяга: 1 × 8,8 кН (900 кгс)
  - Форсажная тяга: 1 × 10,8 кН (1100 кгс)

Лётные характеристики
- Максимальная скорость:  
  - у земли: 845 км/ч (на форсаже)
  - на высоте 2000 м: 905 км/ч / 680 км/ч (с/без форсажа)
  - на высоте 5000 м: 868 км/ч / 701 км/ч (с/без форсажа)
- Посадочная скорость: 185 км/ч
- Практическая дальность:  
  - на высоте 5000 м: 505 км
  - на высоте 8000 м: 540 км
  - на высоте 10000 м: 620-660 км (расчетные данные)
- Продолжительность полёта:
  - на высоте 5000 м: 57 мин
  - на высоте 8000 м: 1 ч 2 мин
- Практический потолок: 10 700 м
- Скороподъёмность:  
  - у земли: 23,6 м/с
  - на высоте 5000 м: 18,7 м/с
  - на высоте 8000 м: 15,0 м/с
- Время набора высоты: 5000 м за 4,0 мин / 7,6 мин (с/без форсажа)
- Нагрузка на крыло: 264 кг/м²
- Тяговооружённость: 0,299
- Длина разбега: 1000 м
- Длина пробега: 950 м

Вооружение
- Стрелково-пушечное: 3 × 23 мм пушки НС-23 с 190 патр.